# كلارنس نيوتن
كلارنس نيوتن (3 فبراير 1899 – 23 أكتوبر 1979) هو ملاكم كندي راحل، مثّل بلاده في الألعاب الأولمبية الصيفية 1920.

## روابط خارجية
كلارنس نيوتن على موقع بوكس ريك (الإنجليزية) (registration required)
- كلارنس نيوتن على موقع أوليمبيديا (الإنجليزية)